# Agrotis nigricornutus
Agrotis nigricornutus là một loài bướm đêm trong họ Noctuidae.